# 시신경교종
시신경교종(Optic nerve glioma)은 시신경에 영향을 미치는 신경교종의 일종으로 종종 신경섬유종증 1형의 중추신경계 증상 중 하나이다.
시신경교종은 일반적으로 털모세포 종양이며 시신경이나 시신경교차를 침범할 수 있다. 시신경교종은 일반적으로 해당 질환을 가진 사람의 30%에서 신경섬유종증 1형과 관련이 있다.
시신경 신경아교종은 사망률이 낮지만 소아에서 시력 상실 및 안구돌출 안구돌출증의 유병률이 매우 높다. 2014년 기준 약 1000건의 사례가 보고되었다.